# Masjid al-Namirah
Masjid al-Namirah is een moskee in Wadi Uranah vlak bij de stad Mekka in het westen van Saoedi-Arabië. Er wordt aangenomen dat dit de plek is waar de profeet Mohammed verbleef voordat hij zijn laatste preek in Arafat hield. Het is een van de belangrijkste oriëntatiepunten tijdens de bedevaart, aangezien het hier is waar de preek aan pelgrims worden verzorgd op de Dag van Arafah tijdens de dhuhr- en asr-gebeden. De moskee bevindt zich vlak bij de berg Arafat.

## Structuur
De moskee werd ergens in de 9e eeuw na Christus gebouwd tijdens het Abbasidische kalifaat. Het kende de grootste uitbreiding onder de Saoedi's, toen het werd uitgebreid met plaats voor duizenden gelovigen.